# Ain Silwan

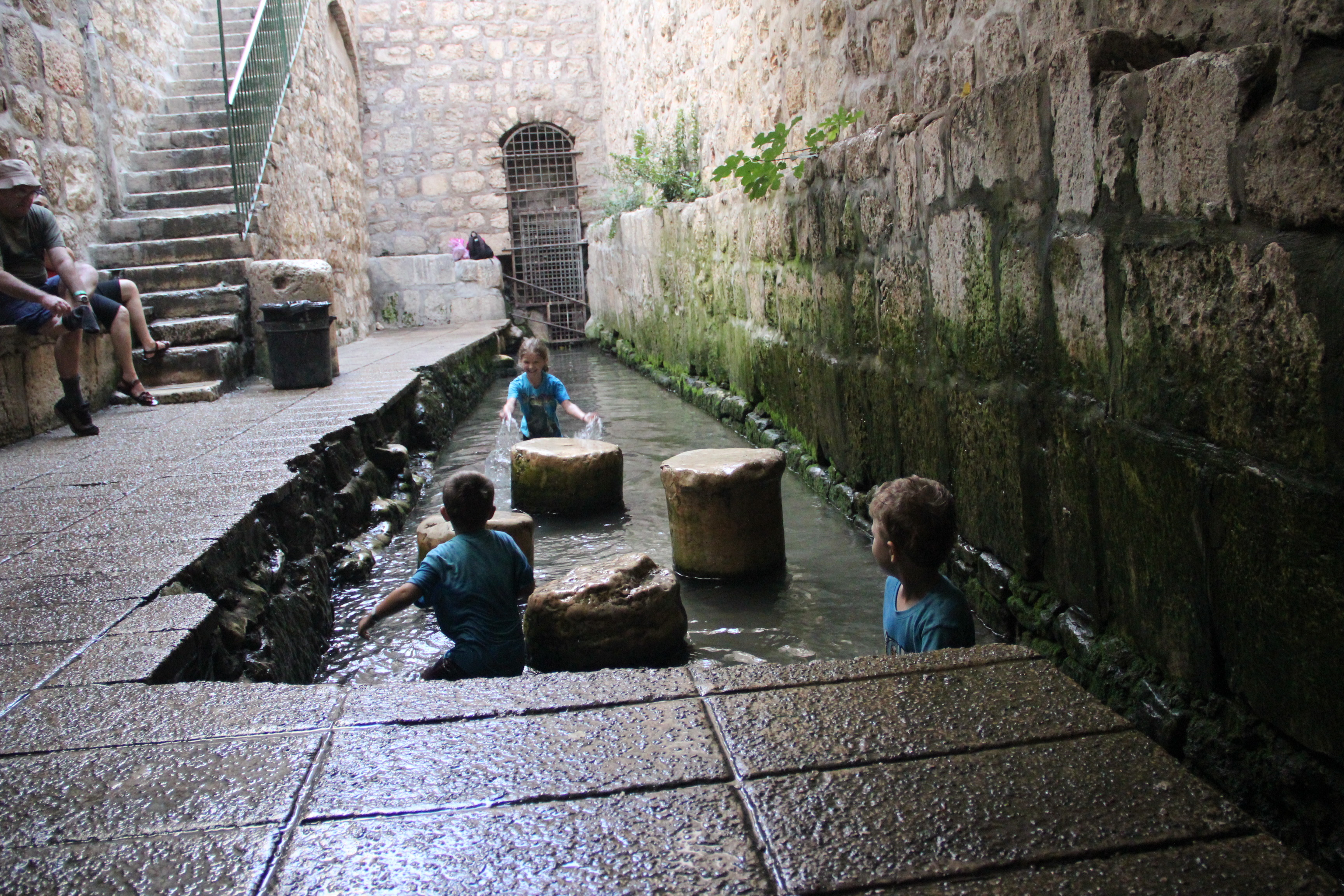
Ain Silwan

Die Ain Silwan (arabisch عين سلوان, DMG ʿAin Silwān ‚Silwan-Quelle‘)⊙ ist ein 15 m langes und 5 m breites Becken in Jerusalem, in dem vier byzantinische Säulenstümpfe stehen.
In das Becken mündet auf der Nordseite der von der Gihonquelle⊙ kommende Hiskija-Tunnel. Auf der Südseite des Beckens setzt sich der Hiskia-Tunnel fort und mündet nach 107 m in den Teich von Siloah (arabisch البركة الحمراء, DMG al-Birka al-Ḥamrāʾ ‚roter Teich‘)⊙.
Dieses Becken wurde früher für den Teich von Siloah gehalten.
Es war eine christliche Pilgerstätte. Die Blindenheilung durch Jesus wurde von der christlichen Tradition hier verortet (Joh 9,1–41 ) ebenso wie die Stelle im Lukasevangelium, die vom Turm von Siloah spricht (Lk 13,4 ).
Auch im Islam gilt die Ain Silwan als heilige Quelle.
Neben dem Becken steht die 1890 erbaute al-Ain-Moschee (arabisch المسجد العين, DMG al-Masǧid al-ʿAin ‚Quell-Moschee‘).

Kartenskizze Ain Silwan, Gihonquelle und Teich von Siloah

Das Becken wird arabisch بركة العين, DMG Birkat al-ʿAin ‚Quell-Teich‘ genannt.

## Name
Der Name Ain Silwan setzt sich zusammen aus arabisch عين, DMG ʿAin ‚Quelle‘ und Silwan.
Das Wort Silwan kommt von hebräisch שילוח Schiloach, deutsch ‚Gesandter, Sender, (Wasser-)Leitung‘.

## Geographie
Die Ain Silwan liegt ungefähr 400 m südlich der Jerusalemer Altstadt an der מעלות עיר דוד Ma’alot Ir David, deutsch ‚Stadt-David-Straße‘.

## Geschichte
Die Existenz der ganzjährig fließenden Gihonquelle ermöglichte schon in der Kupfersteinzeit 4500 v. Chr. die Ansiedlung von Menschen in der Gegend.
Diese Ansiedlung geschah auf dem Gelände der heutigen Davidsstadt⊙.
Spätestens im 12. Jahrhundert v. Chr. wurde diese Ansiedlung zum Schutz mit einer Verteidigungsmauer umgeben.
Es entstand das Bedürfnis, für den Angriffsfall die Wasserversorgung innerhalb der Stadtmauer zu haben.
Etwa 800 v. Chr. wurde der Hiskia-Tunnel gegraben, der das Wasser der Quelle in die Stadt leitete.
Das Wasser wurde nun nur noch am Ende dieses Tunnels entnommen.
Außerdem wollte man den belagernden Feinden das Wasser entziehen, deshalb wurde der außerhalb der Mauer liegende Zugang zur Quelle zugemauert.
So geriet die eigentliche Quelle in Vergessenheit und die Ain Silwan, d. h. der Ausgang des Hiskija-Tunnels wurde für eine Quelle gehalten.
Flavius Josephus beschrieb im 1. Jahrhundert die Ain Silwan (altgriechisch η Σιλωα i Siloa, deutsch ‚die Siloah‘) als

„süße und reichlich fließende Quelle“

Sie wurde auch in der Mischna ebenfalls als fließendes Wasser (Sukka 4,5a. 10a) erwähnt, wo ihrem Wasser reinigende Wirkung zugeschrieben wurde.
Es spielte eine Rolle in der Tempelzeremonie am Laubhüttenfest (Sukka 4,9-19).
Kaiser Hadrian ließ im 2. Jahrhundert bei der Ain Silwan ein öffentliches Bad erbauen.
Es hatte eine quadratische Brunnenanlage mit 22,5 m Seitenlänge.
Im Jahr 450 ließ Kaiserin Eudocia an diesem Platz eine Kirche erbauen.
Sie hatte eine Kuppel und zwei getrennte Wasserbecken.
Ihr Name war Unser Retter, der Erleuchter.
Diese Kirche wurde 614 von den Persern zerstört.
Die im Wasserbecken zu besichtigenden Säulenstümpfe stammen aus dieser Kirche aus byzantinischer Zeit.
Ihretwegen wird diese Stelle auch als Byzantinischer Teich von Siloah bezeichnet.
Im Jahr 985 erwähnt al-Muqaddasī die Ain Silwan und im Jahr 1047 Nāsir-i Chusrau.
Auch in vielen Kreuzfahrertexten aus dem 12. Jahrhundert wird die Ain Silwan erwähnt.
Im Jahr 1280 beschrieb Burchardus de Monte Sion ein Aquädukt, das von der Silwan-Quelle (fons siloe, heute als Gihonquelle bezeichnet) zum oberen Siloah-Becken führt.
Hier sieht man, dass, wie unter dem Punkt Kontroversen" beschrieben, die heutige Gihonquelle als Silwan-Quelle bezeichnet wird.
Bei einem Erdbeben im 16. Jahrhundert wurde die Gihonquelle wiederentdeckt.
1911 wurde der Tunneleingang des Hiskija-Tunnels bei der Ain Silwan mit einem Rundbogen ausgestattet, durch den eine Tunnelbesichtigung möglich ist.
In der heutigen Zeit führt die Ain Silwan nur noch wenig Wasser, das nicht trinkbar ist.
Gihonquelle, Hiskija-Tunnel, Ain Silwan und Teich von Siloah befinden sich in einem großen archäologischen Park.
Der Eingang des Parks⊙ ist oben beim Beginn der Davidstadt.
Ausgehend vom Ophel⊙ wird die Jerusalemer Pilgerstraße ausgegraben.
Sie führt durch einen Tunnel, der teilweise in einem Drainage-Kanal aus herodianischer Zeit verläuft, über die Ain Silwan bis zum Teich von Siloah.

## Kontroversen über Name und Ort
Wie bei so vielen Orten in Jerusalem und Umgebung ist auch bei der Ain Silwan schon der Name und die Lokalisation Anlass zu Kontroversen zwischen den verschiedenen religiösen und politischen Richtungen.
Bereits Name und Ort werden als Macht- und Gebietsanspruch der verschiedenen Parteiungen genutzt und verstanden.
Auch einige Archäologen fühlen sich bei der Charakterisierung ihrer Ergebnisse ihren jeweiligen politisch-religiösen Lagern verpflichtet.

### Jüdisch-israelisch-christliche Interpretation
Nach der jüdisch-israelisch-christlichen Auffassung und Interpretation archäologischer Untersuchungen
befindet sich die Gihonquelle etwa 300 m unterhalb der Südostecke der Jerusalemer Stadtmauer.
Die Gihonquelle wird dabei mit der in der Bibel häufig genannten Gihonquelle identifiziert (Gen 2,13 , 2 Sam 5,7-8 , 1 Kön 1,33 , 2 Chr 33,14 , 2 Kön 20,20 , Neh 3,15 , alle biblischen Angaben sind geographisch vage).
Von der Gihonquelle führt der Hiskija-Tunnel zum Teich von Siloah.
Nach 533 m erreicht der Hiskija-Tunnel ein 15 m langes und 5 m breites Becken, welches früher für den Teich von Siloah gehalten wurde.
Nach der jüdisch-israelisch-christlichen Auffassung befindet sich hier die Ain Silwan.
D. h. nach dieser Auffassung ist die Ain Silwan gar keine richtige Quelle, sondern nur der Ausfluss des Hiskija-Tunnels.
Es wird argumentiert, dass der 800 v. Chr. erbaute Hiskija-Tunnel dazu führte, dass die eigentliche Quelle, nämlich die Gihonquelle, bis in das 16. Jahrhundert in Vergessenheit geriet und die Mündung des Hiskija-Tunnels für eine Quelle gehalten wurde.
Für diese Auffassung spricht, dass hier an dieser Mündung 1890 die Al-Ain-Moschee erbaut wurde und dieser kleine Teich arabisch als Al-Ain-Teich bezeichnet wurde.
Auch der Name Ain Silwan, der als "Quelle der Wasserleitung" interpretiert wird, wird als Argument herangezogen.
Nach diesem kleinen Teich führt der Hiskija-Tunnel noch 107 m weiter bis zum eigentlichen Teich von Siloah, der auch Roter Teich genannt wird.
Weitere Namen der Gihonquelle nach dieser Interpretation sind:
- arabisch عين أم الدرج, DMG ʿAin Umm ad-Daraǧ ‚Quelle der Mutter bei der Treppe‘ wegen der Treppenstufen, die zur Quelle hinabführen und wegen der Mariensage.
- arabisch عين المعذراء, DMG ʿAin al-Maʿḏirāʾ ‚Quelle der Jungfrau‘
- arabisch عين ستي مريم, DMG ʿAin Sittī Maryam ‚Quelle meiner Herrin Maria‘

(Erklärung der Herkunft dieser Namen unter Legenden)
Die Namen Gihonquelle, Hiskija-Tunnel (1839 wissenschaftlich entdeckt und benannt), Davidstadt (der Name Davidstadt wurde 1920 erstmals vorgeschlagen und ist seit 1970 in Gebrauch) stammen aus dem 19. und 20. Jahrhundert.
Sie spiegeln eine jüdisch-christliche Sicht auf die Verhältnisse wieder und sind an die jüdisch-christliche Bibel angelehnt.

### Muslimisch-palästinensische Interpretation
In der arabischen und palästinensischen Literatur wird die Ain Silwan teilweise mit der heute so genannten Gihonquelle gleich gesetzt.
Das, was heute als Gihonquelle bezeichnet wird, sei in Wirklichkeit die Ain Silwan.
Der deutsche Dominikaner Burchardus de Monte Sion bezeichnete im Jahr 1280 ebenfalls die Gihonquelle als Silwan-Quelle (fons siloe).
Die beiden Namen Ain Umm al-Daradsch und Ain al-Ma'azira werden als Synonyme für Ain Silwan betrachtet.
Andere Publikationen benennen die Gihonquelle mit Ain Umm al-Daradsch und die Mündung des Hiskija-Tunnels mit Ain Silwan oder auch mit Teich Silwan.
Nach der muslimisch-palästinensischen Interpretation ist der Ort der biblischen Gihonquelle unbekannt.
Für diese Auffassung spricht, dass Ende des 19. Jahrhunderts noch mehrere sehr verschiedene Hypothesen bei den christlichen Archäologen darüber bestanden,
wo sich die Gihonquelle befunden haben könnte.
So vermuteten Félix de Saulcy 1853 und Ermete Pierotti 1864 die Gihonquelle nördlich⊙ des Damaskustores⊙.
George Williams stellte 1845 die Vermutung auf, die Gihonquelle befinde sich nahe der Südostecke⊙ des Mamilla-Beckens⊙.
1865 und 1882 schloss sich Félix de Saulcy dieser Vermutung an.
Die Namensgebungen Gihonquelle, Hiskija-Tunnel, Davidstadt sind aus muslimisch-palästinensischer Sicht oft bereits ein Versuch, diese Orte in den jüdisch-christlichen Machtbereich zu vereinnahmen.

## Traditionen und Legenden
Die Ain Silwan wurde nach mittelalterlicher muslimischer Tradition als eine der vier heiligsten Quellen in der Welt angesehen.
Nāsir-i Chusrau zählt im Jahr 1047 die vier heiligsten Quellen auf: Ain al-Baqar in Akkon, Ain al-Falus in Bet Sche’an, Ain Silwan in Jerusalem und Ain Zamzam in Mekka.
Nach der islamischen Tradition rettet Allah den Körper desjenigen, der vom Wasser einer dieser Quellen trinkt.
Nach einer islamischen Legende schöpfte ein Mensch einen Eimer Wasser aus der Quelle Zamzam in Mekka und
brachte dieses Wasser nach Jerusalem, wo er es in die Quelle Ain Silwan schüttete.
Damit führte er eine Vereinigung der beiden Quellen herbei, so dass das Wasser aus der Ain Silwan nun so heilig ist wie das Wasser aus der Quelle Zamzam.
Andere Legenden nehmen sogar eine unterirdische Verbindung zwischen Ain Silwan und Zamzam an.
Juden und Moslems betrachten die Ain Silwan als eine der Quellen des Paradieses.
Die Ain Silwan gilt als eine der Quellen, von denen al-Chidr trinkt und in der er sich wäscht.
Eine christliche Legende erzählt, dass die Jungfrau Maria in der Ain Silwan die Windeln und die Kleidung des Jesuskindes gewaschen habe.
Daher die Namen Quelle der Mutter bei der Treppe, Marienquelle oder Quelle der Jungfrau.
Ein weiterer Name wird 1496 von Mudschir ad-Din erwähnt Brunnen der angeschuldigten Frauen.
Er schreibt, dass die schwangere Maria zum Beweis ihrer Unschuld daraus trinken musste.